# Bullet Train Explosion
Bullet Train Explosion (japanska: Shinkansen Daibakuha) är en japansk thriller och  kriminaldramafilm som hade premiär den 23 april 2025 på Netflix. Filmen som är regisserad av Shinji Higuchi, efter ett manus skrivet av Kazuhiro Nakagawa och Norichika Ôba, är en nyinspelning av Helvetesexpressen från 1975.

## Handling
Filmen handlar om ett fordon i kollektivtrafiken som kapas av en mystisk terrorist. Om hastigheten sjunker under en viss gräns sprängs alla passagerare. Med många oskyldiga liv på spel måste polisen försöka överlista terroristen och desarmera bomben under stor tidspress.

## Rollista (i urval)
- Tsuyoshi Kusanagi – Kazuya Takaichi
- Takumi Saitoh – Yuichi Kasagi
- Machiko Ono – Yuko Kagami
- Jun Kaname – Mitsuru Todoroki
- Satoru Matsuo
- Suzuka Ohgo